# Црква Усековања главе Светог Јована Крститеља у Новом Селу
Црква Усековања главе Светог Јована Крститеља у Новом Селу, насељеном месту на територији Општине Трговиште, православни је храм који припада Епархији врањској Српске православне цркве.
Црква посвећена Усековању главе Светог Јована Крститеља саграђена је 1866. године средствима мештана Новог Села, Владовца, Барбаца и околних села.
На иконостасу, који датира из 1873. године, налази се 29 икона. У периоду од 2007. до 2011. године извршена је комплетна обнова цркве.